# Euplectromorpha emeljanovi
Euplectromorpha emeljanovi är en stekelart som beskrevs av Yefremova 2003. Euplectromorpha emeljanovi ingår i släktet Euplectromorpha och familjen finglanssteklar.
Artens utbredningsområde är Etiopien. Inga underarter finns listade i Catalogue of Life.